# 殺手已死
《殺手已死》（台湾官方译为）是由Grasshopper Manufacture和角川遊戲合作開發的動作遊戲。遊戲由角川遊戲於2013年在家用電子遊戲機的Xbox 360和PlayStation 3發行。2014年登陆Windows平台。

## 外部連結
- 《殺手已死》官方網站 （页面存档备份，存于）